# Duffel-West
Duffel-West is het westelijke deel van de gemeente Duffel en tevens ook een woonkern die zich scheidt met Duffel-Oost door de rivier de Nete. Duffel-West telt 8.736 inwoners.

## Situering
Duffel-West bestaat uit verschillende wijken zoals de Beunt, maar ook het Centrum van Duffel die zich uitstrekt tot in Duffel-Oost, maar waar het grootste deel zich wel in Duffel-West bevindt. Enkele bekende plaatsen en monumenten in Duffel-West zijn Kasteel ter Elst, de Kunstfabriek, de Sint-Martinuskerk, de watertoren, het gemeentehuis en het station.

## Sport
- KFC Duffel, een voetbalclub die actief was in de Vierde klasse tot de opheffing in 2020 wegens financiële problemen
- SC Duffel, een voetbalclub opgericht in 2020 na het faillissement van KFC Duffel[2]
- Oefening Geeft Kracht, een turnvereniging
- KBBC Duffel, een basketbalvereniging